# Alpeiner Ferner
Alpeiner Ferner är en glaciär i Österrike. Den ligger i förbundslandet Tyrolen, i den västra delen av landet. Alpeiner Ferner ligger 3 205 meter över havet.
Den högsta punkten i närheten är Ruderhofspitze, 3 474 meter över havet, öster om Alpeiner Ferner.
Trakten runt Alpeiner Ferner består i huvudsak av alpin tundra